# Condado de Pardiac
El Condado de Pardiac fue una jurisdicción feudal de Gascuña (Francia). El conde Arnau II d'Astarac murió en 1023 y dejó seis hijos y entre ellos:
- Guillermo I conde de Astarac
- Odón abad de Simorra y después arzobispo de Auch
- Bernat Pelagós conde de Pardiac
- Ramon, vizconde de Persan

Bernat Pelagós fue el padre de Arnau y de una hija de nombre desconocido que fue vizcondesa de Manhoac y se casó con el conde de Aure. Arnau fue padre a su vez de un Bernat que tuvo un hijo llamado Otger I, que lo sucedió. A Otger lo sucedió su hijo Guillermo, que fue conde y tuvo por sucesor a su hijo Boemond. El condado pasó por varias manos como los Montlezun (Montleçon), y fue adquirido por los Armanyac brevemente en 1391, pero por herencia en 1418 pasó a uno de los hijos que formó una nueva rama de la familia, los duques de Nemours y (por compra) condes de Guisa y de Isla Jordà, rama que se extinguió en 1504.

## Lista de condes
- Bernat Pelagós 1023-?
- Arnau III ?-1083
- Bernat I (hijo) 1083-1124
- Otger I (hijo) 1124-1171
- Otger II (hijo) 1171-1205
- Guillermo I (hijo) 1205-1237
- Boemond (hijo)1237-1265
- María de Pardiac (hija) 1265-1312
- Otger III (esposo) ?-1307 (de Montlezun)
- Guillermo II 1312-1337 (I de Montlezun)
- Guillermo III 1337-1358 (II de Montlezun)
- Guillermo IV 1358-1368 (III de Montlezun)
- Guillermo V 1368-1391 (IV de Montlezun)
- Ana de Montlezun (hermana) 1391-1403[1]
- Guerau de Armanyac 1391-1401, vizconde de Fesenzaguet, marido (+1402)
- Joan de Armanynac (hijo) († 1402), vizconde de Fesenzaguet
- Bernat II (VII) 1391-1418 (VII de Armanyac)
- Bernat (hijo) 1418-1462
- Jaime (hijo) 1462-1477 (duque de Nemours)
- Juan (hijo) 1477-1478 (duque de Nemours)
- Luis (hermano) 1478-1503 (duque de Nemours, conde de Isla Jordà y Guisa)
- Margarita (hermana) 1503
- Carlota (hermana) 1503-1504)